# 공 간공
공 간공(鞏 簡公, ? ~ 기원전 508년)은 중국 춘추 시대 때 공나라의 공작(재위: ? ~ 기원전 508년)이다. 성명은 공성(鞏成)이고 성씨는 희성 공씨이다. 대수와 언제 즉위했는지는 알 수 없다.

## 사적
기원전 545년에 동주 영왕이 붕어하자 영왕의 동생인 담계(儋季)의 아들인 담괄(儋括)이 영왕의 동생인 왕자 영부(佞夫)를 옹립했다. 그러나 공 간공, 윤언다(尹言多), 선 헌공(單 獻公) 선멸(單蔑)솨 유 정공(劉 定公) 유의(劉毅) 등이 이에 반대하여 마침내 왕자 영부를 죽이고 담괄 등을 축출했다. 이어서 영왕의 둘째 아들이자 태자 진(晉)의 동생인 왕자 귀(貴)를 옹립하니 그가 바로 경왕이다.
기원전 520년에 왕자 조가 난을 일으키자 그해 음력 6월 25일에 공 간공이 그를 공격했으나 오히려 크게 패배했다.
기원전 508년 공 간공은 자신의 족인들에게 피살되었는데 평소에 자신의 자제들을 버리고 이민족들, 먼 지역에서 온 사람들과 망명자들 등을 신하로 등용하는 것을 좋아하여 족인들의 반발을 불러 일으켰기 때문이었다.

## 참고 문헌
- 《춘추좌씨전》